# Glody Dube
Glody Dube (Matshelagabedi, 2 juli 1978) is een Botswaans atleet, die is gespecialiseerd in de 800 m. Hij nam tweemaal deel aan de Olympische Spelen, maar behaalde hierbij geen medailles

## Biografie
Op de Olympische Spelen van 2000 in Sydney maakte Dube deel uit van het Botswaanse team op de 4 x 400 meter estafette. Het Botswaans viertal werd uitgeschakeld in de halve finale. Op de 800 m kwalificeerde Dube zich voor de finale, waarin hij als zevende eindigde.
In 2004 kon Bufe zich opnieuw kwalificeren voor de Olympische Spelen. In zijn tweede olympische optreden nam Molefe opnieuw deel aan de 800 m. In een tijd van 1.48,25 werd hij uitgeschakeld in de reeksen. 

## Persoonlijke records
Outdoor
| Onderdeel | Prestatie | Datum             | Plaats     |
| --------- | --------- | ----------------- | ---------- |
| 600 m     | 1.15,00   | 14 september 2000 | Sydney     |
| 800 m     | 1.44,59   | 6 juli 2001       | Parijs     |
| 1000 m    | 2.19,53   | 25 maart 2003     | Roodepoort |
| 1500 m    | 3.39,63   | 24 mei 2001       | Nijmegen   |

Indoor
| Onderdeel | Prestatie | Datum           | Plaats    |
| --------- | --------- | --------------- | --------- |
| 800 m     | 1.46,35   | 31 januari 2004 | Stuttgart |
| 1000 m    | 2.18,02   | 2 februari 2003 | Stuttgart |

## Palmares

### 800 m
Kampioenschappen
- 1999: 7e Afrikaanse Spelen – 1.47,64
- 2000: 7e OS – 1.46,24
- 2001: 5e WK Indoor – 1.46,90

Golden League-podiumplek
- 2001:  Golden Gala – 1.44,62

### veldlopen
- 1998: 121e WK lange afstand – 38,50
- 2000: 47e WK korte afstand – 12,01